# Thinobius
Thinobius is een geslacht van kevers uit de familie van de kortschildkevers (Staphylinidae).

## Soorten
- Thinobius frizzelli Hatch, 1957
- Thinobius kuroshio (Sawada, 1971)
- Thinobius marinus Cameron, 1917